# Fratelli Horten
Walter Horten (Bonn, 13 novembre 1913 – Baden-Baden, 9 dicembre 1998) e Reimar Horten (Bonn, 12 marzo 1915 – Villa General Belgrano, 14 marzo 1994), citati anche come fratelli Horten, erano due piloti militari e progettisti aeronautici tedeschi, considerati tra i pionieri dell’ala volante. Un terzo fratello, Wolfram (Bonn, 3 marzo 1912 – 20 maggio 1940), anch’egli pilota, è morto vicino a Dunkerque quando il suo Heinkel He 111 venne abbattuto.

## Biografie

### Formazione giovanile

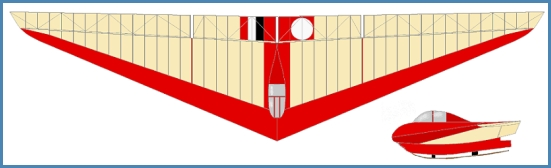
Disegno dell'Horten H I

I fratelli Horten si unirono nel 1925 al club di alianti di Bonn, uno dei tanti aperti al fine di aggirare il divieto imposto alla Germania dal Trattato di Versailles di disporre di una propria aeronautica militare. Grazie all’educazione ricevuta e all’interessamento nell’attività di Alexander Lippisch, nel 1933 produssero il loro primo aliante in configurazione tuttala, l’Horten H I, che volò per la prima volta nel mese di luglio e il cui sviluppo culminò nell’Horten H IV e nel suo derivato Horten H VI. Nel 1937 volò il loro primo motoaliante, l’Horten H V.

### Seconda guerra mondiale
Allo scoppio della Seconda guerra mondiale entrambi i fratelli vennero assegnati alla Luftwaffe. Walter venne assegnato allo Jagdgeschwader 26 come pilota di Bf 109, con i quali conseguì 7 vittorie, al fianco dell’asso Adolf Galland, divenendo in seguito ufficiale tecnico del reparto, mentre Reimar venne addestrato come pilota di Bf 109 ma venne inquadrato in un reparto speciale di alianti che avrebbe dovuto prendere parte all’operazione Leone marino; un terzo fratello, Wolfram, venne abbattuto nei pressi di Dunkerque nel maggio 1940 a bordo del suo Heinkel He 111. A causa dell’insuccesso delle operazioni in Gran Bretagna, i fratelli Horten vennero congedati dal servizio attivo e ricominciarono a progettare nuovi velivoli insieme a Ernst Udet. 

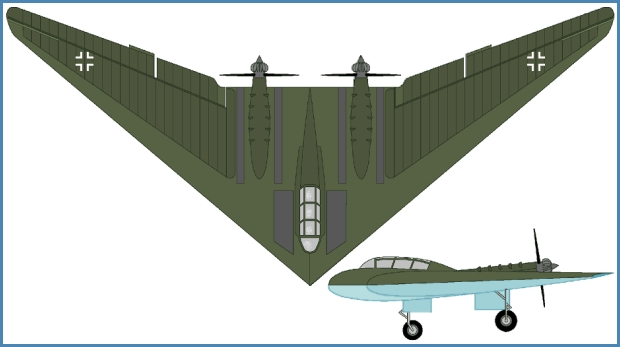
Disegno dell'Horten H VII

Nel 1942 la Luftwaffe avanzò la richiesta di produrre un aereo sperimentale con il quale collaudare il pulsogetto Argus As 014: gli Horten valutarono che l’H V non era strutturalmente compatibile e per questo lo svilupparono nell’H VII, ma a seguito della cancellazione del progetto l’aereo venne ridisegnato con due motori a pistoni.
Nel 1943 Hermann Göring emise una richiesta di fornire alla Luftwaffe un aereo in grado di trasportare 1 000 kg di bombe a 1 000 km di distanza dalle basi a 1 000 km/h: gli Horten presentarono l‘H IX, che volò per la prima volta come aliante il 1º marzo 1944 e il 2 febbraio 1945 (ufficialmente, mentre secondo Reimar volò già il 18 dicembre 1944) propulso da due Junkers Jumo 004B in luogo di due BMW 003, meno ingombranti e più potenti che però erano irreperibili. Questo velivolo fu il primo tuttala propulso da motori a getto a staccarsi da terra. Contemporaneamente, gli Horten lavorarono all’H XVIII, un bombardiere a lungo raggio parte del progetto Amerikabomber, che non venne mai costruito. Questi due aerei sono considerati i primi velivoli stealth al mondo, anche se le potenzialità non vennero comprese dai costruttori che le realizzarono senza intenzione.

### Dopoguerra
Dopo la guerra Reimar emigrò in Argentina dove continuò a sviluppare alianti, un prototipo di caccia supersonico e uno di addestratore con ala a delta e un aereo da trasporto. Walter rimase in Germania dove continuò a sviluppare aerei tuttala. Nel 1988 Reimar entrò in contatto con un gruppo di progettisti tedeschi con i quali fondò Horten Aircraft, un’impresa che nel 2018 presentò l’aereo da turismo HX-2, evoluzione degli ultimi due aerei progettati da Reimar, il PUL-9 e il PUL-10.
Reimar è morto nella sua tenuta in Argentina il 14 marzo 1994, Walter è morto a Baden-Baden il 9 dicembre 1998.

## Aerei progettati

### Periodo prebellico
- Horten H I: primo aliante tuttala costruito dai fratelli Horten.
- Horten H II
- Horten H III
- Horten H V: primo motoaliante dei fratelli Horten.
- Horten Parabel: aliante sviluppato con una pianta alare ispirata dalla forma dell'Alsomitra macrocarpa.

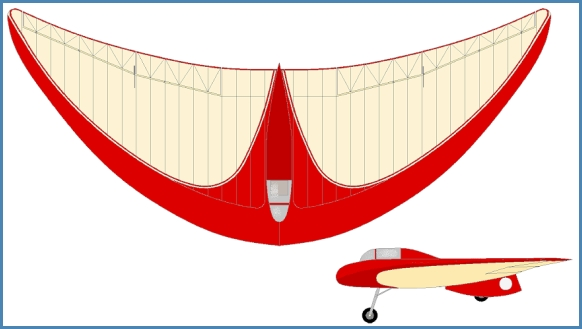
Disegno dell'Horten Parabel

### Seconda guerra mondiale
- Horten H IV
- Horten H VI: sviluppo dell'H IV.
- Horten H VII: progettato come banco di prova per il pulsoreattore Argus As 014, venne riequipaggiato con motori a pistoni e pianificato per l’addestramento agli Ho 229.
- Horten H VIII: progetto di aereo di linea mai realizzato.
- Horten H IX: noto anche con la designazione RLM Ho 229, prima ala volante motorizzata a compiere un volo.
- Horten H X: modello di aereo con coda convenzionale, l’unico esemplare in costruzione è stato distrutto prima dell’arrivo degli alleati.
- Horten H XII: derivato dall’H IV per lo studio di profili laminari.
- Horten H XIII: aliante per lo studio del volo supersonico.
- Horten H XIV: prototipo di aliante derivato dall’H IV riducendolo in scala.
- Horten H XVIII: proposta di bombardiere a lungo raggio mai realizzato.

### Dopoguerra
- FMA I.Ae. 34 Clen Antú: aliante biposto sviluppato in Argentina da Reimar.
- FMA I.Ae. 41 Urubú: aliante biposto derivato dal FMA I.Ae. 34.
- Horten H XVI Colibri: aliante prodotto per il club di alianti di Buenos Aires, precipitato al primo volo.
- Horten Ho 33: motoaliante sportivo sviluppato da Walter.

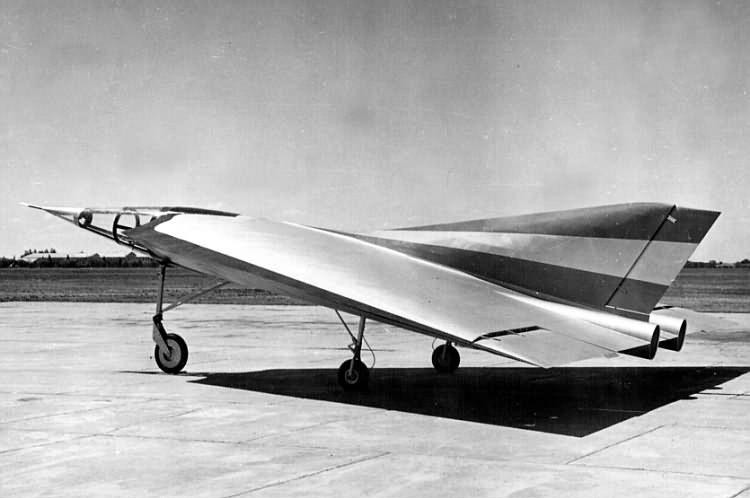
Prototipo di I.Ae. 37

- Prototipo di I.Ae. 37FMA I.Ae. 37 e I.Ae. 48: prototipi di caccia con ala a delta, progetto cancellato nel 1960.
- DINFIA I.Ae. 38: aereo sperimentale quadrimotore da trasporto.
- Horten H X Alita e Horten H Xc Piernifero: alianti leggeri.
- PUL 9 e PUL 10: aerei sperimentali da turismo.